# Genlisea margaretae
Genlisea margaretae este o specie de plante carnivore din genul Genlisea, familia Lentibulariaceae, ordinul Lamiales, descrisă de Hutchinson. Conform Catalogue of Life specia Genlisea margaretae nu are subspecii cunoscute.